# Grgurevci
Grgurevci (ćir.: Гргуревци) su naselje u općini Srijemska Mitrovica u Srijemskom okrugu u Vojvodini.

## Stanovništvo
U naselju Grgurevci živi 1.312 stanovnika, od čega 1.050 punoljetnih stanovnika s prosječnom starosti od 40,7 godina (38,4 kod muškaraca i 43,0 kod žena). U naselju ima 523 domaćinstva, a prosječan broj članova po domaćinstvu je 2,67. Do Drugog svjetskog rata veliki dio stanovništva činili su Nijemci, koju protjerani a u njihove kuće doseljeni Srbi.
Prema popisu iz 1991. godine u naselju je živjelo 1.319 stanovnika.
| Etnički sastav 2002. |            |        |
| Narod                | Stanovnika |        |
| Srbi                 | 1.243      | 94,74% |
| Hrvati               | 14         | 1,06%  |
| Jugoslaveni          | 9          | 0,68%  |
| Makedonci            | 3          | 0,22%  |
| Bošnjaci             | 2          | 0,15%  |
| ostali               | 6          | 0,45%  |
| nepoznato            | 7          | 0,53%  |

| broj stanovnika | 1099  | 1120  | 1371  | 1452  | 1405  | 1319  | 1312  |
|                 | 1948. | 1953. | 1961. | 1971. | 1981. | 1991. | 2001. |

## Vanjske poveznice
- Karte, položaj vremenska prognoza
- Satelitska snimka naselja  Arhivirana inačica izvorne stranice od 18. veljače 2021. (Wayback Machine)